# Grébault-Mesnil
Grébault-Mesnil – miejscowość i gmina we Francji, w regionie Hauts-de-France, w departamencie Somma.
Według danych na rok 2011 gminę zamieszkiwały 233 osoby, a gęstość zaludnienia wynosiła 90 osób/km² (wśród 2293 gmin Pikardii Grébault-Mesnil plasuje się na 888. miejscu pod względem liczby ludności, natomiast pod względem powierzchni na miejscu 1086.).